# البروفات الأخيرة
البروفات الأخيرة، هي رواية للروائي مصطفى بوري توجت بجائزة كتارا للرواية العربية عن فئة الروايات الغير منشورة 2020.

## ملخص الرواية
تحكي الرواية قصة الفرقة المسرحية لمدينة سعيدة التي كانت تستعد لعرض ملحمة تاريخية بمناسبة العيد الوطني لثورة التحرير الجزائرية، وكان من المنتظر حضور كبار المسؤولين في الدولة وجمهور يترقب بشغف العمل الذي يروي كفاح أهل المدينة ضد المحتل. خلال آخر البروفات، وعندما كان المخرج يستعد لعقد ندوة صحفية بخصوص الملحمة، ترك فرقته على الخشبة تتدرب وخرج، ليفاجئه مجهولون، أمام مبنى المسرح، بإطلاق رصاصتين في الرأس والصدر فيردوه قتيلا. كان الدور الرئيسي في الملحمة (المجاهدة جميلة) منوطا بالممثلة المسرحية "زيزو" ذات العشرين ربيعا، إذ تقرر، وبعد حادثة الاغتيال، التوقف عن المسرح. غير أنها، وبسبب تلقيها رسالة تهديد بالقتل إن هي لم تنهِ علاقتها بالفن، تعدل عن قرارها، وتجهر بتحدي القتلة. الأمر الذي ترفضه أمها "ميمونة" التي تدعوها للتعقل وتجبرها على الرحيل لتواريها عن الأنظار حفاظا على حياتها.

## جوائز
توجت الرواية بجائزة كتارا للرواية العربية في فئة "الروايات غير المنشورة" 2023. 